# Heteropoda minahassae
Heteropoda minahassae este o specie de păianjeni din genul Heteropoda, familia Sparassidae, descrisă de Merian, 1911.
Este endemică în Sulawesi. Conform Catalogue of Life specia Heteropoda minahassae nu are subspecii cunoscute.